# Pratt & Whitney

Logo bis 2019

Pratt & Whitney (kurz P & W) ist ein US-amerikanisches Unternehmen der Luft- und Raumfahrttechnik mit Sitz in East Hartford. P&W ist heute eine Division von Raytheon Technologies und begann 1925 mit dem Bau von Kolben-Flugmotoren. Heute ist P&W neben GE Aviation, der britischen Rolls-Royce und Safran in Frankreich einer der vier großen Hersteller von Strahltriebwerken für Luftfahrzeuge weltweit.

## Geschichte
Im Jahre 1925 war Frederick Brant Rentschler, ein Fliegerveteran des Ersten Weltkrieges, auf der Suche nach Geldgebern für die Entwicklung eines Flugmotors. Eine entsprechende finanzielle und räumliche Unterstützung fand er im zum  Niles-Bement-Pond-Konzern gehörenden Werkzeugmaschinen- und Waffenhersteller „Pratt & Whitney Company“. Als Tochterunternehmen wurde die Pratt & Whitney Aircraft Company gegründet. 1929 fusionierte Rentschler das Unternehmen mit Boeing, Sikorsky Aircraft und anderen zur United Aircraft and Transport Corporation. Er erhielt dabei das Recht, den Markennamen Pratt & Whitney weiterzunutzen.  Das ursprüngliche Unternehmen existiert heute weiterhin als Pratt & Whitney Measurement Systems mit Sitz in Bloomfield (Connecticut).
Auf die marktbeherrschende Stellung der United Aircraft and Transport Corporation reagierten die US-Kartellbehörden im Jahre 1934 mit der Auflösung. Aus der Zerschlagung ging die United Aircraft Corporation hervor (seit 1975 United Technologies Corporation).
Die Mitarbeiterzahl ist von 35.000 (2010) auf 43.000 im Jahr 2020 gestiegen.

## Frühere Motoren

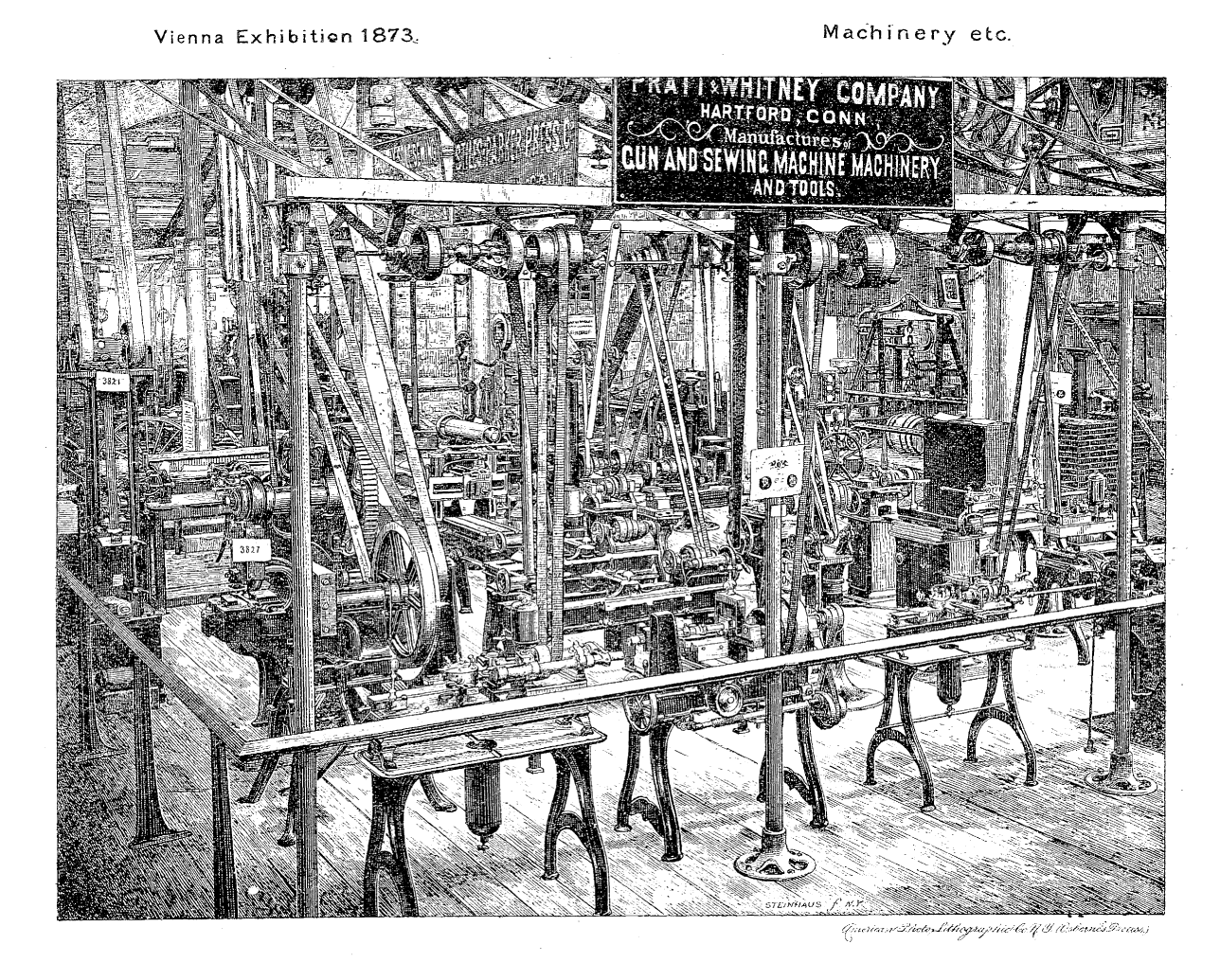
Stand von Pratt & Whitney auf der Weltausstellung 1873 in Wien

Im Jahre 1925 lief auf dem Prüfstand der erste P & W-Flugmotor. Der Neunzylinder-Sternmotor R-1340 „Wasp“ (Wespe) wurde bis 1960 gebaut. Besonders während des Zweiten Weltkriegs fertigten P & W und seine Lizenznehmer Kolbenmotoren der Wasp-Reihe in großen Stückzahlen:
- R-985 Wasp Junior (9-Zylinder-Sternmotor)
- R-1340 Wasp (9-Zylinder-Sternmotor mit 430 bis 608 PS)
- R-1535 Twin Wasp Junior (14-Zylinder-Doppelsternmotor)
- R-1690 Hornet (9-Zylinder-Sternmotor)
- R-1830 Twin Wasp (14-Zylinder-Doppelsternmotor mit 1.200 PS, u. a. für den B-24-Bomber)
- R-2000 Twin Wasp (14-Zylinder-Doppelsternmotor mit 1.450 PS für die Douglas DC-4)
- R-2800 Double Wasp (18-Zylinder-Doppelsternmotor mit 2.400 PS für die Republic P-47 Thunderbolt, die Chance Vought F4U Corsair, die Grumman F6F Hellcat und die Grumman F8F Bearcat Jagdflugzeuge; Douglas DC-6, Convair CV-240/340/440 und Martin 2-0-2/4-0-4)
- R-4360 Wasp Major (28-Zylinder-Vierfachsternmotor mit 3.500 PS für den Boeing B-50-Bomber und die Boeing 377)

Nach Ende des Zweiten Weltkriegs verlegte sich Pratt & Whitney verstärkt auf die Entwicklung und den Bau von Strahltriebwerken. Bekannt wurden vor allem folgende Triebwerke:
- J52 für die A-4 Skyhawk, die A-6 Intruder und den EA-6 Prowler
- JT3/J57 mit einer Stückzahl von über 21.000 Exemplaren, unter anderem für die Boeing 707, die Douglas DC-8, die Boeing B-52, die North American F-100 und die Lockheed U-2
- J58/JT11D für die Lockheed SR-71
- JT3D für die Boeing 707, die Douglas DC-8 und die Boeing B-52 mit einer Stückzahl von 8.600 Stück
- JT8D, verfügbar für die Boeing 727, die Boeing 737-100/-200, die Douglas DC-9 und die McDonnell Douglas MD-80
- JT9D, mit dem die Boeing 747, die Boeing 767, der Airbus A300, der Airbus A310 und die McDonnell Douglas DC-10 ausgerüstet werden
- JT12/J60 für die Lockheed Jetstar, die McDonnell M119 und den North American Sabreliner
- TF30 für die General Dynamics F-111 und die Grumman F-14 (interne Firmenbezeichnung: JTF10A)
- F100 für die McDonnell Douglas F-15 und die General Dynamics F-16

## Aktuelle Triebwerke
Die von Pratt & Whitney produzierten modernen Strahltriebwerke für Verkehrsflugzeuge sind an der Typenbezeichnung PW erkennbar, so wie bei den aktuell vertriebenen Typen:
- PW2000 (Turbofan) für die Boeing 757, die Iljuschin Il-96 und die C-17 Globemaster III
- PW4000 (Turbofan) für die Boeing 747, die Boeing 767, die Boeing 777, die MD-11, den Airbus A300, den Airbus A310 und den Airbus A330
- PW6000 (Turbofan) für den Airbus A318.
- PW1000G (Getriebe-Turbofan) für Mitsubishi Regional Jet, Airbus A220 und A320neo, seit Ende 2016 Schaufeln, deren Vorderkanten mit einem dünnen Titan-Überzug versehen sind, dessen Härte die Kollision mit Vögeln übersteht; Zuerst in Airbus A320neo und in der Version PW1500G der Bombardier-Flugzeuge der C-Series eingebaut.[3]

Triebwerke für Militärflugzeuge von P & W:
- das F119 für den F-22 Raptor
- das F135 für den F-35 Lightning II.

Neben Triebwerken für Passagierflugzeuge, Kampfflugzeuge (Lockheed und McDonnell Douglas, heute Boeing) und für Helikopter produziert P & W zudem auch Hochleistungspumpen, Booster-Raketen und Triebwerke für das Space Shuttle, Triebwerke für die Centaur-Raketenstufe sowie auch Aeroderivative-Gasturbinen für Elektrizitätswerke.
- H-1 für die Saturn I, IB, Jupiter und einige Delta Raketen
- F-1 für die Saturn V.
- J-2 für die Saturn IB und Saturn V Raketen und als Zweitstufe für die ehemals geplanten Ares I und Ares V Raketen.
- SSME als Space Shuttle Haupttriebwerk
- RS-68 für die Delta IV Erststufe und die Kernstufe der Ares V
- RS-27A für die Delta II/III and Atlas ICBM
- RL10 in der Centaur Oberstufe der Atlas V und der zweiten Stufe der Delta IV

Zusammen mit Rolls-Royce und anderen Unternehmen wird in der International Aero Engines (IAE) das V2500 Triebwerk produziert. Für den Bau des GP7200-Triebwerkes für den Airbus A380 hat P & W zusammen mit General Electric die Engine Alliance gegründet.

## Pratt & Whitney Canada
Pratt & Whitney Canada mit Sitz in Québec baut kleinere Flugzeugtriebwerke für Geschäftsreiseflugzeuge, Regional-Verkehrsflugzeuge und Hubschrauber.
- JT15D für kleine Jets
- PT6, ein Turboprop-Triebwerk für viele kleinere Flugzeugtypen und Hubschrauber wie etwa die Pilatus Porter
- PW100-Turboprop-Serie, zum Beispiel für ATR 42 und ATR 72
- PW200, ein Hubschrauber-Triebwerk
- PW300-Turbofan für mittlere Business- und Regionaljets
- PW500-Turbofan für die Cessna Citation
- PW600F-Turbofan und PW600P-Turboprop für kleine und kleinste Business-Jets
- PW800: Turbofan für mittlere bis große Business- und Regionaljets

Darüber hinaus stellt Pratt & Whitney Canada auch Aeroderivatives und Auxiliary Power Units (Hilfsgasturbinen) her:
- PW901A für die Boeing 747-400
- PW980A für den Airbus A380 mit einer Leistung, die der eines Turboprop-Triebwerks entspricht.

Für die Endmontage und die Erprobung der PW800-Triebwerkfamilie und den Flugtestbetrieb der gesamten Firma errichtete Pratt & Whitney Canada am Flughafen Montréal-Mirabel ein neues Werk.